# Guignecourt
Guignecourt ist eine französische Gemeinde mit 386 Einwohnern (Stand 1. Januar 2022) im Département Oise in der Region Hauts-de-France. Sie gehört zum Arrondissement Beauvais, zur Communauté d’agglomération du Beauvaisis und zum Kanton Mouy.

## Geographie
Die Gemeinde Guignecourt liegt an der Liovette, einem kleinen linken Zufluss des Thérain, rund sechs Kilometer nördlich von Beauvais. Durch das Gemeindegebiet führt eine alte Heerstraße des Systems der Chaussée Brunehaut.

## Einwohner
| Jahr                       | 1962 | 1968 | 1975 | 1982 | 1990 | 1999 | 2011 | 2021 |
| -------------------------- | ---- | ---- | ---- | ---- | ---- | ---- | ---- | ---- |
| Einwohner                  | 138  | 115  | 187  | 341  | 367  | 415  | 377  | 386  |
| Quellen: Cassini und INSEE |      |      |      |      |      |      |      |      |

## Sehenswürdigkeiten
- Im 16. Jahrhundert umgebaute mittelalterliche Kirche Saint-Aubin mit hölzernem Dachreiter, einst vom Domkapitel von Beauvais abhängig, mit Glasfenstern des 16. Jahrhunderts aus Beauvaiser Werkstätten, 2012 als Monument historique klassifiziert[1][2]
- Ehemalige Zehntscheune aus dem 16. Jahrhundert neben der Kirche

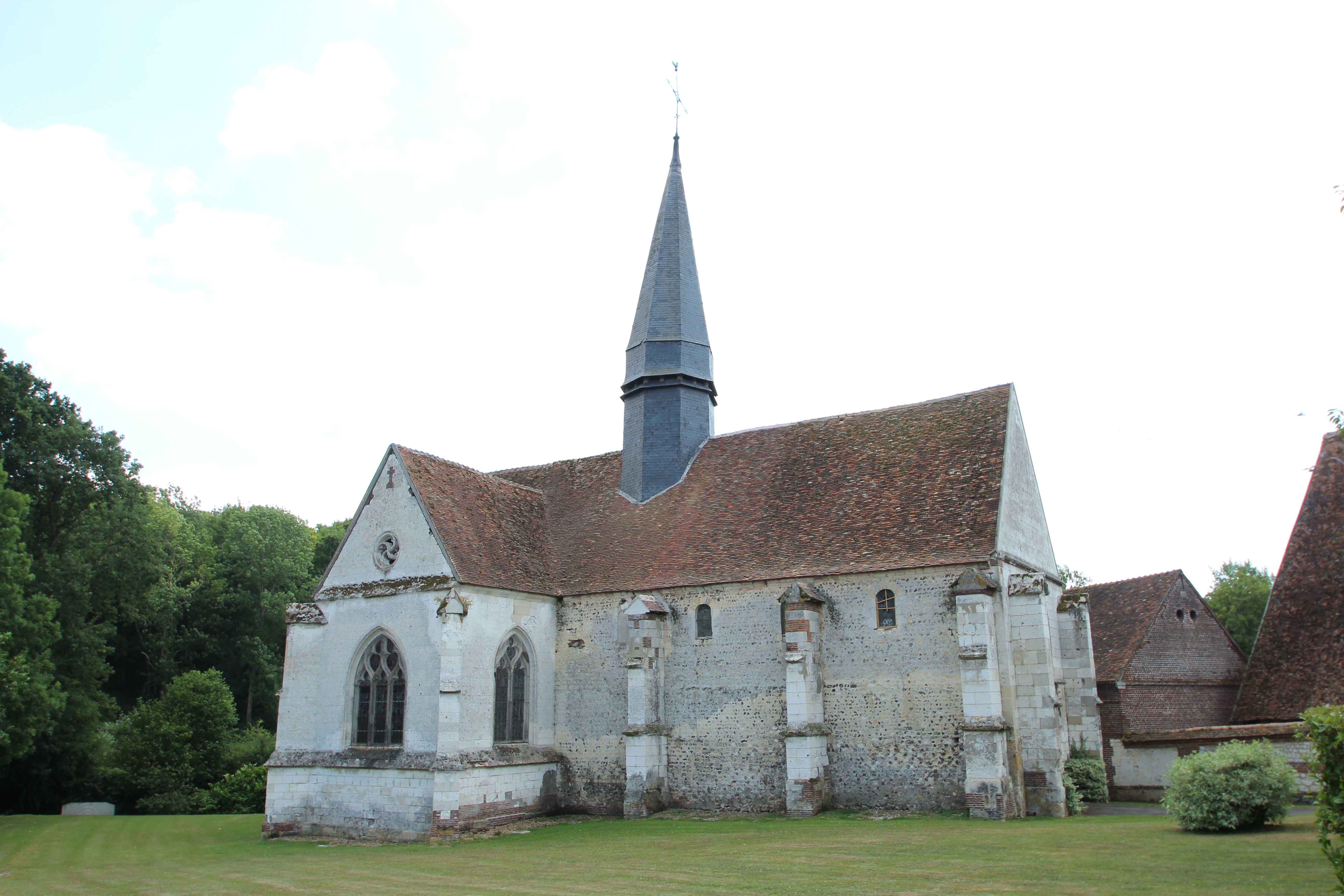
Kirche Saint-Aubin
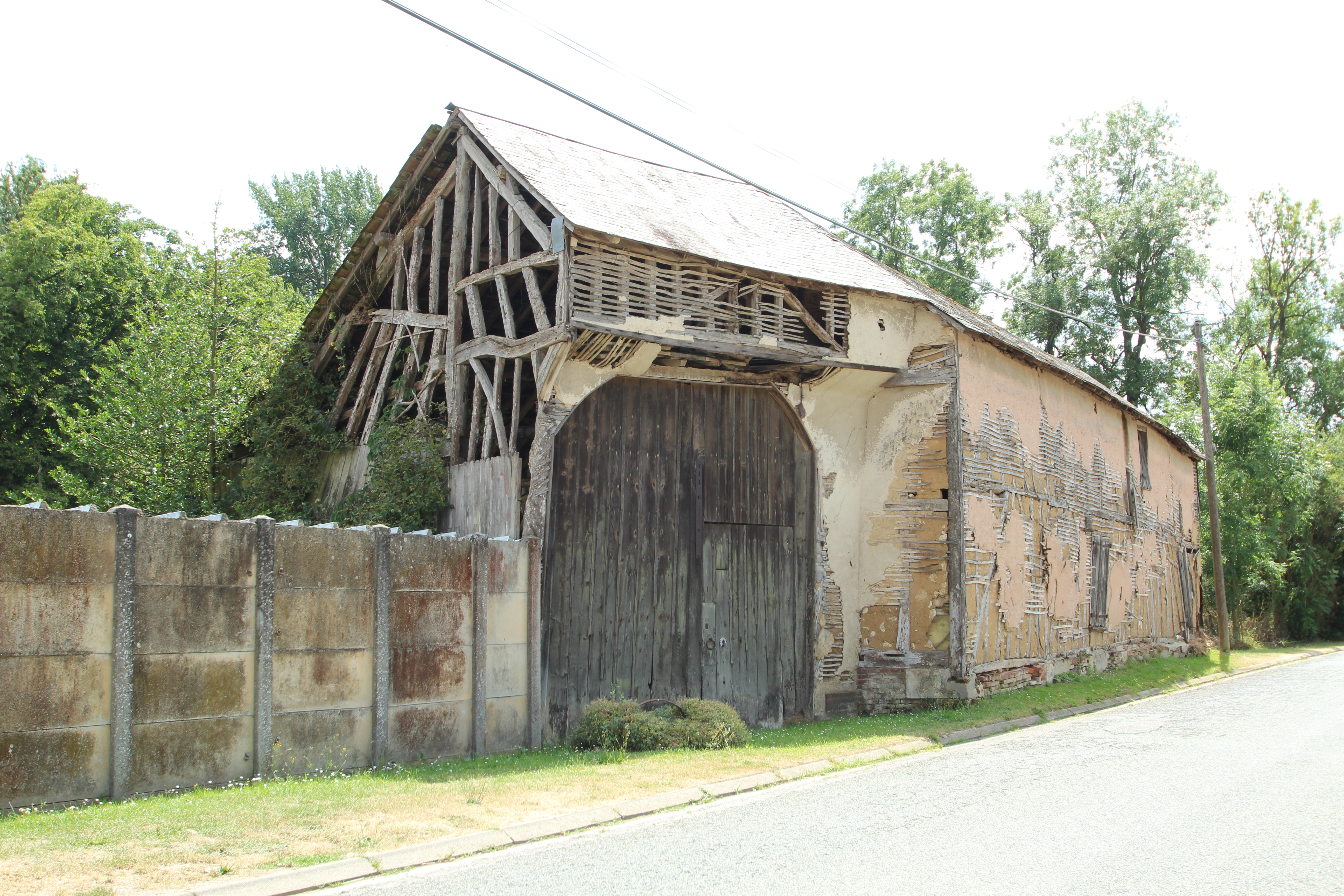
Ehemalige Zehntscheune
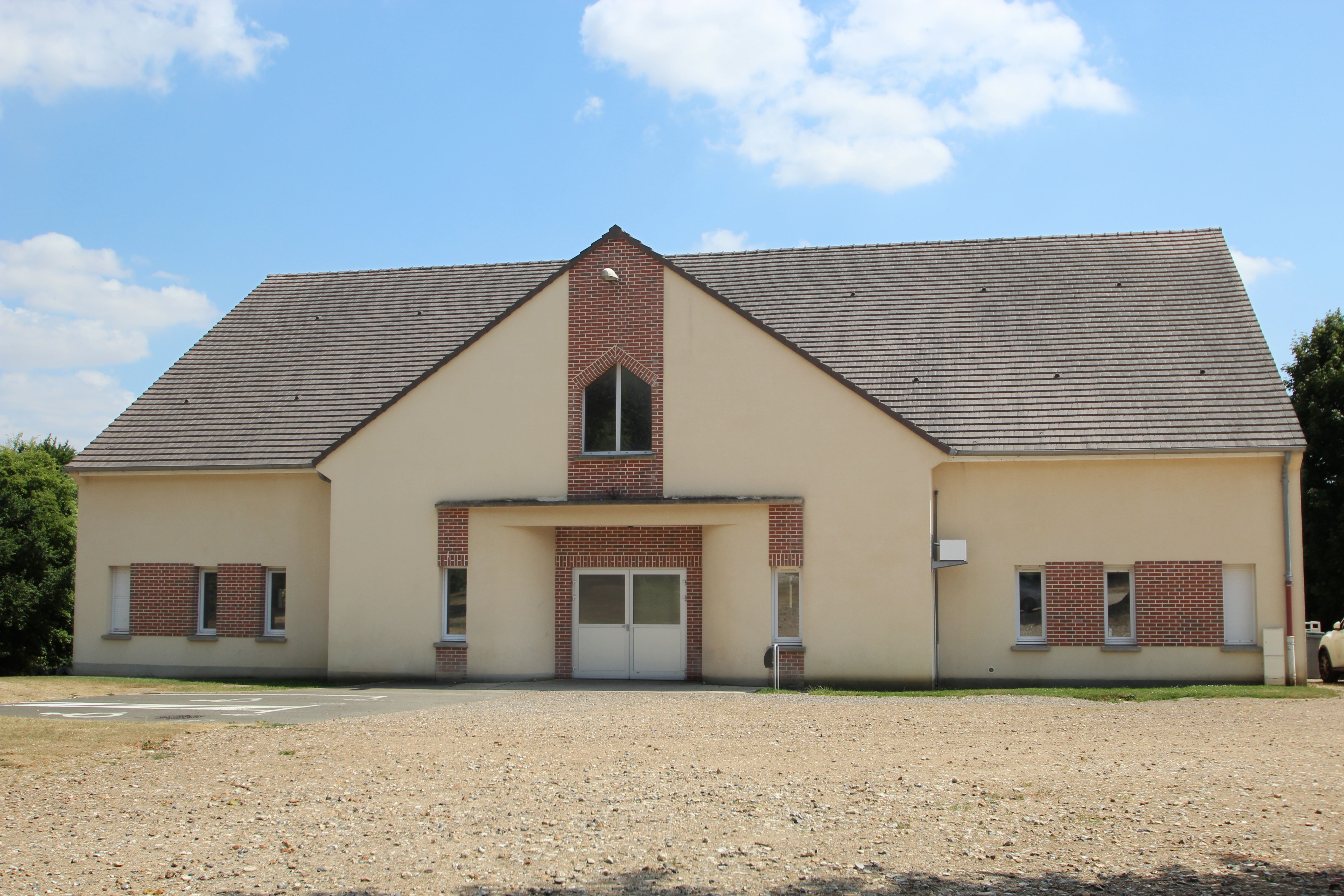
Gemeindefesthalle
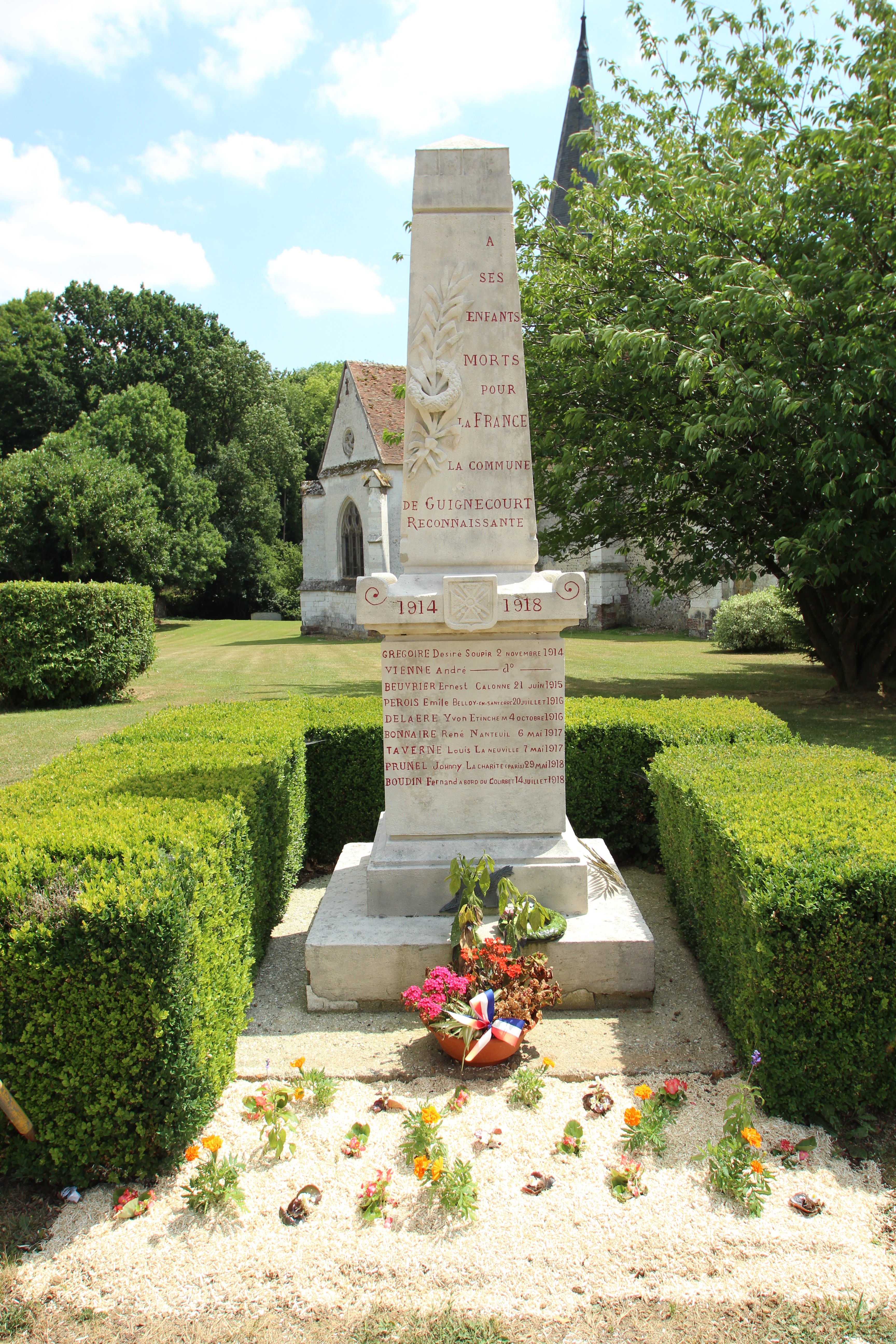
Gefallenendenkmal